# Carl Christian Wilhelm May
Carl Christian Wilhelm May (* 7. Mai 1777 in Kaltennordheim; † 6. September 1846 in Eisenach) war ein deutscher Kommunalpolitiker und von 1832 bis zu seinem Tode Bürgermeister der Stadt Eisenach in Thüringen.

## Leben
May war zunächst als Angestellter der herzoglichen Verwaltung in Eisenach tätig. Seit 1810 besaß er das Bürgerrecht Eisenachs. 1822 wurde er Regierungs- und Vormundschaftssekretär des Bürgermeisters Friedrich Günther Beyer. Nach dessen Tod wählte man May am 30. Juni 1832 zum Bürgermeister, der bis zu seinem Tode am 6. September 1846 im Amt blieb.